# Skoliopteris lehmanniana
Skoliopteris lehmanniana là một loài thực vật có hoa trong họ Malpighiaceae. Loài này được (Nied.) Cuatrec. miêu tả khoa học đầu tiên năm 1958.